# Zbieracz zwłok
Zbieracz zwłok (tytuł oryginalny: Събирач на трупове) – bułgarski film fabularny z roku 2015 w reżyserii Dimityra Kiriłowa Dimitrowa.

## Opis fabuły
Debiut fabularny reżysera. Bohaterem filmu jest Ico, który wraz z Cyganem Averą zajmuje się przewożeniem zwłok zmarłych w Sofii do kostnicy. Mimi, pracująca w kostnicy jest zauroczona Ico, ale ten nie zwraca na nią uwagi. Jest zakochany w Katii, która jest atrakcyjną czterdziestolatką i kochanką mafiosa. Cygan przekonuje Ico, że prawdziwy mężczyzna musi umieć sam wymierzać sprawiedliwość. Ico decyduje się uwolnić Katję i jej syna od dręczącego ją mafiosa.

## W rolach głównych
- Stojan Radew jako Ico
- Michaił Biłałow jako gangster Rocco
- Teodora Duchownikowa jako Katja
- Lidija Indżowa jako Mimi
- Stefan Szterew jako Cygan Avera